# Bánáti bolgár nyelv

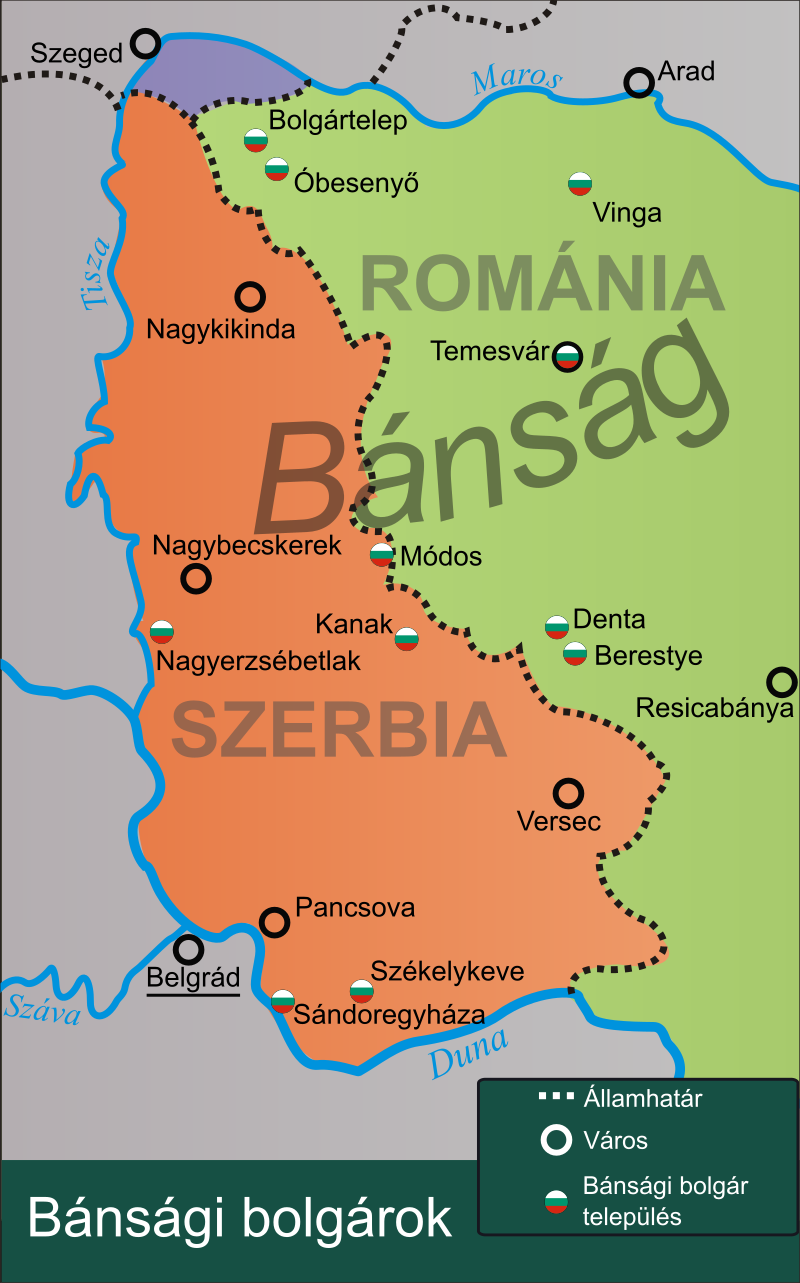
bánáti bolgárok

A bánáti bolgár nyelv vagy bánsági bolgár a bolgár nyelv legtávolibb nyelvjárása, mely önálló nyelvi normává alakult, így a szabványos bolgár irodalmi nyelv és a macedón nyelv mellett ez a harmadik bolgár nyelvi norma.

## Nyelvhatások
A nyelvre erős hatást gyakorolt a német és a magyar nyelv, a bánáti nyelv szókészletének 20%-a német és magyar.
Magyar hatásra a családneveknevek csak a hímnemű változtatát használják, azaz a nők családneve sem végződik a bolgárra jellemző -ova, -eva, -szka stb. végződésre, helyettük -ov, -ev, -szki stb. áll. Szintén magyar hatás, hogy a családnév áll első helyen, utána következik az utónév.
A bánáti bolgár nyelvet 1866-ban sztendertizálták. A bánáti bolgárok kétnyelvűek, eredetileg a bolgár mellett magyarul is beszéltek. Ez Trianon óta annyiban változott, hogy azóta a magyart felváltotta a román és a szerb nyelv.
A bánáti bolgár nyelv írása latin betűs. Az első világháború után szerveződött Bánáti Köztársaság alapokmányában hivatalos nyelvként kezelte.
A rendszerváltás után a bánáti bolgárok nyelvük revitalizációjával foglalkoznak. Jáni Vasilčin 1998-ban kiadta az Újszövetség bánáti bolgár fordítását, s újra működik több újság, mint a Naša glás.

## Lakosság
A népszámlálások szerint a történelmi Bánság területén közel 8000 bolgár él. 6500 fő Romániában és 1658 fő Szerbiában (2002-ben). Szerbiában Nagyerzsébetlak, Székelykeve, Sándoregyháza és Modos, míg Romániában Nagyszentmiklós, Óbesenyő, Vinga és Temesvár a főbb központok. Más kutatások ezzel szemben 15 ezerre becsülik a bánáti bolgárok számát, amelyből 3000 él Szerbiában, 12 000 Romániában.

## Ábécé
| Bánáti bolgár latin cirill átírás IPA | А а Ъ /ɤ/        | Á á А /a/ | B b Б /b/        | C c Ц /t͡s/ | Č č Ч /t͡ʃ/ | Ć ć Ќ (кь) /c/ | D d Д /d/ | Dz dz Ѕ (дз) /d͡z/ | Dž dž Џ (дж) /d͡ʒ/ | E e Е /ɛ/ | É é Ѣ /e/ |
| latin cirill IPA                      | F f Ф /f/        | G g Г /ɡ/ | Gj gj Ѓ (гь) /ɟ/ | H h Х /h/  | I i И /i/  | J j Й , Ь /j/  | K k К /k/ | L l Л /l/         | Lj lj Љ (ль) /ʎ/  | M m М /m/ | N n Н /n/ |
| latin cirill IPA                      | Nj nj Њ (нь) /ɲ/ | O o О /ɔ/ | P p П /p/        | R r Р /r/  | S s С /s/  | Š š Ш /ʃ/      | T t Т /t/ | U u У /u/         | V v В /v/         | Z z З /z/ | Ž ž Ж /ʒ/ |

## Fordítás
- Ez a szócikk részben vagy egészben  a(z)   Банатски Бугари című szerb Wikipédia-szócikk fordításán alapul.  Az eredeti cikk szerkesztőit annak laptörténete sorolja fel. Ez a jelzés csupán a megfogalmazás eredetét és a szerzői jogokat jelzi, nem szolgál a cikkben szereplő információk forrásmegjelöléseként.